# Chariodema amoena
Chariodema amoena är en skalbaggsart som beskrevs av Kirsch 1865. Chariodema amoena ingår i släktet Chariodema och familjen Melolonthidae. Inga underarter finns listade i Catalogue of Life.